# Canthidium macroculare
Canthidium macroculare är en skalbaggsart som beskrevs av Henry Fuller Howden och Gill 1987. Canthidium macroculare ingår i släktet Canthidium och familjen bladhorningar. Inga underarter finns listade.